# Badewci
Badewci (bułg. Бадевци) – wieś w Bułgarii, w obwodzie Wielkie Tyrnowo, w gminie Elena. W 2024 roku liczyła 31 mieszkańców.